# Route départementale 912 (Yvelines)
Pour les articles homonymes, voir Route départementale 912.
La route départementale 912 ou D 912, dans les Yvelines, est actuellement constituée de quatre tronçons de l'ancienne route nationale 12.
Originellement, cette dernière commençait  à la route nationale 10 à l'entrée nord de Trappes, au carrefour de la Fourche, surnommé à l'époque carrefour des Gendarmes (on y voyait souvent la maréchaussée bien qu'il s'agissait des motards CRS implantés près d'un poste de contrôle où se trouve actuellement un parking) et aujourd'hui carrefour du Pavillon bleu (du nom d'un hôtel voisin).
D'est en ouest, l'aménagement à deux fois deux voies de la route entre Bois-d'Arcy et Plaisir (hameau des Gâtines), le contournement du hameau de Sainte-Apolline à Plaisir, la déviation de Jouars-Pontchartrain par un tunnel, l'évitement de la gare de Montfort-l'Amaury - Méré et le contournement de Houdan ont transformé la RN 12 en voie express sur la totalité de son tracé yvelinois et ont laissé des bribes de l'ancien tracé qui constituent, pour la plupart, la D 912.

## Itinéraire
Dans le sens est-ouest, les communes traversées sont :

### Premier tronçon
- Trappes : emprise de la D 912, sous le nom de route de Dreux, au carrefour dit du Pavillon bleu avec la route nationale 10, puis début de la route départementale 36 (vers Châteaufort) au rond-point Éric Tabarly à l'entrée de la base de loisirs de Saint-Quentin-en-Yvelines, échangeur, à proximité de la zone d'activités des Bruyères et du parc d'activités de Pissaloup, avec la rocade R 12 (liaison entre la RN 12 à Bois-d'Arcy et le boulevard André Malraux à Élancourt près de France miniature),
- Élancourt, passage à proximité de la colline d'Élancourt et traversée du quartier de la Clef de Saint-Pierre sous le nom d' avenue Marcel Dassault puis croisement de la route départementale 58 (Plaisir - Chevreuse),
- Plaisir, sous le nom d' avenue de Dreux le long du quartier de la Mare aux Saules et fin du premier tronçon au carrefour avec la route départementale 134 (Plaisir-Sainte-Apolline - Neauphle-le-Château) dite avenue d'Armorique.

### Deuxième tronçon
- Plaisir : la D 912 reprend à l'extrémité ouest de la D 134, au rond-point sud de l'échangeur avec la route nationale 12, au sud de la forêt de Sainte-Apolline
- Jouars-Pontchartrain, d'abord en limite communale avec Plaisir, puis sous le nom de route Paris pour descendre de l'extrémité ouest de la plaine de Versailles ; presque à la fin de cette descente, début de la route départementale 25 qui mène, vers l'ouest, au château de Pontchartrain tandis que la D 912 s'incurve légèrement vers le nord-ouest et franchissement supérieur de la RN 12 qui disparaît dans un tunnel routier ; traversée du hameau de Pontchartrain avec croisement de la route départementale 15 (Neauphle-le-Château - Les Mousseaux) et changement de nom pour route du Pontel à partir du rond-point de la place du Maréchal Foch
- Villiers-Saint-Frédéric : au commencement est de la plaine de Montfort, la route traverse une zone peu construite sur environ 600 mètres et le deuxième tronçon s'achève au rond-point du Pontel où se croisent la route départementale 11 (Saint-Cyr-l'École - Septeuil) et la route départementale 191 (Épône - Les Essarts-le-Roi).

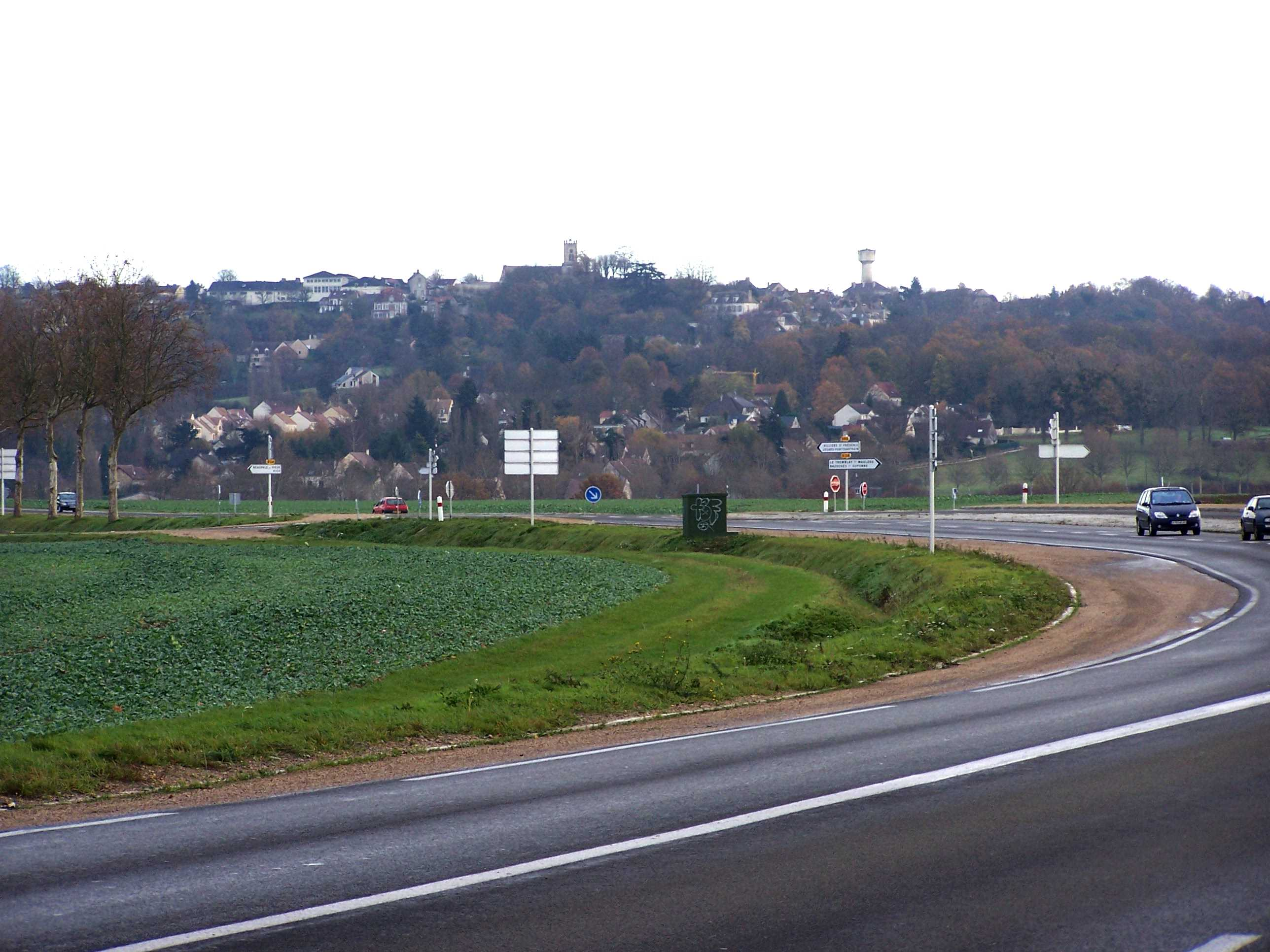
Vue ouest de la D 912 à Neauphle-le-Vieux au carrefour près de Saint-Aubin
(sur le coteau, Neauphle-le-Château)

### Troisième tronçon
- Neauphle-le-Vieux : la D 912 reprend au carrefour à proximité du lieu-dit Saint-Aubin où la D191 reprend son tracé vers le sud en direction de Mareil-le-Guyon, et s'achève au rond-point qui permet l'accès, en direction de l'ouest, à la route nationale 12 (rond-point de l' avenue de l'Arbre à la Quénée).

### Quatrième tronçon
- Bazainville : au rond-point du Bœuf Couronné, à l'intersection avec la route départementale 112 (Gressey - Montfort-l'Amaury), la D 912 reprend sous le nom de route de Paris et traverse le lieu-dit du Lièvre,
- Maulette : croisement avec la route départementale 983 (Drocourt - Le Tartre-Gaudran) au rond-point nord de l'échangeur avec la RN 12, entrée et traversée du village sous les noms d' avenue Gérald Annel puis d' avenue de la République,
- Houdan, la D 912, avenue de la République, continue jusqu'à la place du Général de Gaulle où commencent la route départementale 933 (vers le nord-ouest et Saint-Lubin-de-la-Haye en Eure-et-Loir) et la route départementale 20 (vers le sud puis l'ouest en direction d'Havelu en Eure-et-Loir) puis contourne le nord de la ville en s'incurvant vers le sud-ouest jusqu'à recroiser la D 20 et finir son tracé à la limite du département d'Eure-et-Loir aux abords de la commune de Goussainville.